# Arare (1939)
El Arare (霰 granizo?) fue el noveno y penúltimo destructor de la clase Asashio. Sirvió en la Armada Imperial Japonesa durante la Segunda Guerra Mundial. 

## Historia
El 5 de julio de 1942, el Arare y otros dos destructores fueron sorprendidos por una salva de torpedos del submarino estadounidense USS Growler (SS-215) unos kilómetros al este de la isla de Kiska, en las Aleutianas. Alcanzado de pleno, el destructor estalló y se hundió rápidamente en la posición 52°0′N 177°40′E / 52.000, 177.667. Fueron rescatados 42 marinos por botes del destructor Shiranuhi, que resultó gravemente dañado en el mismo ataque.